# Бейсел, Рекс Бюрен
Рекс Бюрен Бейсел (англ. Rex Buren Beisel; 24 октября 1893, Сан-Хосе, Калифорния — 26 января 1972, Сарасота, Флорида) — американский авиаконструктор. В этом качестве наиболее известен благодаря вкладу в создание самолётов Vought F4U Corsair и Vought F7U Cutlass.
Рекс Бейзел родился в городе Камберленд в штате Вашингтон 24 октября 1893 года. Впоследствии закончил Вашингтонский университет. В 1934 году получил «Медаль братьев Райт» за работы по охлаждению радиальных авиационных двигателей. Работал в нескольких авиастроительных компаниях, включая Curtiss-Wright, Vought, и United Aircraft Corporation. Ушёл на пенсию в 1949 году. Умер 26 января 1972 года.